# Sport-Verein Werder von 1899 2017-2018
Questa voce raccoglie le informazioni riguardanti il  SV Werder Brema nelle competizioni ufficiali della stagione 2017-2018.

## Stagione
In questa stagione si assiste ad una partenza stentata in Bundesliga: dopo una serie di dieci partite senza vittorie, il 30 ottobre 2017 il tecnico Alexander Nouri viene licenziato. È rimpiazzato dall'allenatore dell'Under-23, Florian Kohfeldt, inizialmente ad interim e poi in via definitiva dal 10 novembre. La prima vittoria giunge alla dodicesima giornata, un 4-0 sull'Hannover 96; arrivano poi le vittorie sullo Stoccarda (1-0) e sul Borussia Dortmund (2-1), e la squadra arriva alla pausa invernale senza particolari patemi. Grazie poi, come al solito, ad un'ottima seconda parte di stagione (dall'annata 2014-2015 la seconda metà di annata del Werder era sempre stata significativamente migliore rispetto alla prima), la formazione di Brema ottiene una comoda salvezza con l'undicesimo posto finale. In coppa raggiunge i quarti di finale, dove è eliminata dal Bayer Leverkusen.

## Rosa
| N. |                        | Ruolo | Calciatore             |
| -- | ---------------------- | ----- | ---------------------- |
| 33 | Rep. Ceca (bandiera)   | P     | Jaroslav Drobný        |
| 1  | Rep. Ceca (bandiera)   | P     | Jiří Pavlenka          |
| 40 | Germania (bandiera)    | P     | Luca Plogmann          |
| 30 | Germania (bandiera)    | P     | Michael Zetterer       |
| 5  | Svezia (bandiera)      | D     | Ludwig Augustinsson    |
| 4  | Germania (bandiera)    | D     | Robert Bauer           |
| 3  | Italia (bandiera)      | D     | Luca Caldirola         |
| 32 | Austria (bandiera)     | D     | Marco Friedl           |
| 23 | Rep. Ceca (bandiera)   | D     | Theodor Gebre Selassie |
| 36 | Germania (bandiera)    | D     | Thore Jacobsen         |
| 15 | Germania (bandiera)    | D     | Sebastian Langkamp     |
| 18 | Finlandia (bandiera)   | D     | Niklas Moisander       |
| 13 | Serbia (bandiera)      | D     | Miloš Veljković        |
| 28 | Paesi Bassi (bandiera) | D     | Jesper Verlaat         |
| 44 | Germania (bandiera)    | C     | Philipp Bargfrede      |
| 22 | Germania (bandiera)    | C     | Fin Bartels            |

| N. |                        | Ruolo | Calciatore           |
| -- | ---------------------- | ----- | -------------------- |
| 6  | Danimarca (bandiera)   | C     | Thomas Delaney       |
| 35 | Germania (bandiera)    | C     | Maximilian Eggestein |
| 8  | Germania (bandiera)    | C     | Jérôme Gondorf       |
| 16 | Austria (bandiera)     | C     | Zlatko Junuzović     |
| 7  | Austria (bandiera)     | C     | Florian Kainz        |
| 14 | Germania (bandiera)    | C     | Ole Käuper           |
| 38 | Germania (bandiera)    | C     | Niklas Schmidt       |
| 29 | Algeria (bandiera)     | A     | Ishak Belfodil       |
| 24 | Germania (bandiera)    | A     | Johannes Eggestein   |
| 17 | Germania (bandiera)    | A     | Justin Eilers        |
| 9  | Stati Uniti (bandiera) | A     | Aron Jóhannsson      |
| 10 | Germania (bandiera)    | A     | Max Kruse            |
| 47 | Gambia (bandiera)      | A     | Ousman Manneh        |
| 11 | Kosovo (bandiera)      | A     | Milot Rashica        |
| 19 | Cina (bandiera)        | A     | Zhang Yuning         |

## Organigramma societario
Area tecnica
- Allenatore: Florian Kohfeldt
- Allenatore in seconda: Tim Borowski, Thomas Horsch
- Preparatore dei portieri: Christian Vander
- Preparatori atletici: Axel Dörrfuß, Günther Stoxreiter

## Risultati

### Bundesliga

#### Girone di andata
| Arbitro: | Winkmann |

|              |           |  |
| Kramarić 84’ | Marcatori |  |

| Arbitro: | Dankert |

|  |           |                      |
|  | Marcatori | 72’, 75’ Lewandowski |

| Arbitro: | Steinhaus |

|            |           |             |
| Leckie 38’ | Marcatori | 59’ Delaney |

| Arbitro: | Brand |

|          |           |                                   |
| Sané 20’ | Marcatori | 22’ (aut.) Veljković 83’ Goretzka |

| Arbitro: | Brych |

|           |           |             |
| Origi 28’ | Marcatori | 56’ Bartels |

| Brema 23 settembre 2017, ore 15:30 6ª giornata | Werder Brema | 0 – 0 referto | Friburgo | Weserstadion (41.000 spett.)\| Arbitro: \| Hartmann \| |
| Arbitro:                                       | Hartmann     |               |          |                                                        |

| Amburgo 30 settembre 2017, ore 18:30 7ª giornata | Amburgo | 0 – 0 referto | Werder Brema | Volksparkstadion (54.613 spett.)\| Arbitro: \| Aytekin \| |
| Arbitro:                                         | Aytekin |               |              |                                                           |

| Arbitro: | Schmidt |

|  |           |                            |
|  | Marcatori | 27’ Stindl 34’ Vestergaard |

| Colonia 22 ottobre 2017, ore 13:30 9ª giornata | Colonia | 0 – 0 referto | Werder Brema | RheinEnergieStadion (50.000 spett.)\| Arbitro: \| Kampka \| |
| Arbitro:                                       | Kampka  |               |              |                                                             |

| Arbitro: | Storks |

|  |           |                                             |
|  | Marcatori | 40’, 61’ Gregoritsch 45’ (rig.) Finnbogason |

| Arbitro: | Brand |

|                      |           |               |
| Rebić 17’ Haller 89’ | Marcatori | 25’ Moisander |

| Arbitro: | Cortus |

|                                 |           |  |
| Bartels 39’ Kruse 55’, 59’, 78’ | Marcatori |  |

| Arbitro: | Stegemann |

|                        |           |  |
| Keïta 34’ Bernardo 87’ | Marcatori |  |

| Arbitro: | Dankert |

|           |           |  |
| Kruse 45’ | Marcatori |  |

| Arbitro: | Gräfe |

|                |           |                            |
| Aubameyang 57’ | Marcatori | 26’ Eggestein 65’ Selassie |

| Arbitro: | Stieler |

|            |           |  |
| Alario 11’ | Marcatori |  |

| Arbitro: | Cortus |

|                           |           |                      |
| Bargfrede 2’ Belfodil 17’ | Marcatori | 70’ Quaison 90’ Frei |

#### Girone di ritorno
| Arbitro: | Hartmann |

|              |           |            |
| Selassie 63’ | Marcatori | 39’ Hübner |

| Arbitro: | Kampka |

|                                      |           |                             |
| Müller 41’, 84’ Lewandowski 63’, 76’ | Marcatori | 25’ Gondorf 74’ (aut.) Süle |

| Brema 27 gennaio 2018, ore 18:30 20ª giornata | Werder Brema | 0 – 0 referto | Hertha Berlino | Weserstadion (40.030 spett.)\| Arbitro: \| Dankert \| |
| Arbitro:                                      | Dankert      |               |                |                                                       |

| Arbitro: | Winkmann |

|                 |           |                         |
| Konopljanka 24’ | Marcatori | 79’ Kruse 90’ Junuzović |

| Arbitro: | Aytekin |

|                                |           |              |
| Augustinsson 4’ Kainz 40’, 72’ | Marcatori | 49’ Verhaegh |

| Arbitro: | Hartmann |

|                     |           |  |
| Petersen 24’ (rig.) | Marcatori |  |

| Arbitro: | Zwayer |

|                      |           |  |
| Drongelen 86’ (aut.) | Marcatori |  |

| Arbitro: | Cortus |

|                                 |           |                            |
| Zakaria 5’ Moisander 33’ (aut.) | Marcatori | 59’ Delaney 78’ Jóhannsson |

| Arbitro: | Brand |

|                                         |           |           |
| Veljković 33’ Rashica 58’ Eggestein 90’ | Marcatori | 53’ Ōsako |

| Arbitro: | Stegemann |

|             |           |                            |
| Khedira 63’ | Marcatori | 5’, 40’ Belfodil 82’ Kruse |

| Arbitro: | Zwayer |

|                                  |           |           |
| Junuzović 28’ Abraham 79’ (aut.) | Marcatori | 53’ Jović |

| Arbitro: | Welz |

|                      |           |              |
| Harnik 17’ Klaus 42’ | Marcatori | 74’ Belfodil |

| Arbitro: | Dingert |

|               |           |             |
| Moisander 28’ | Marcatori | 50’ Lookman |

| Arbitro: | Storks |

|                       |           |  |
| Gentner 13’ Özcan 90’ | Marcatori |  |

| Arbitro: | Brych |

|             |           |          |
| Delaney 45’ | Marcatori | 19’ Reus |

| Brema 5 maggio 2018, ore 15:30 33ª giornata | Werder Brema | 0 – 0 referto | Bayer Leverkusen | Weserstadion (41.000 spett.)\| Arbitro: \| Hartmann \| |
| Arbitro:                                    | Hartmann     |               |                  |                                                        |

| Arbitro: | Petersen |

|            |           |                        |
| Gbamin 12’ | Marcatori | 23’ Kainz 79’ Selassie |

### Coppa di Germania
| Arbitro: | Stegemann |

|  |           |                                       |
|  | Marcatori | 50’ Veljković 74’ Kruse 77’ Eggestein |

| Arbitro: | Stieler |

|              |           |  |
| Belfodil 30’ | Marcatori |  |

| Arbitro: | Winkmann |

|                                     |           |                               |
| Belfodil 3’ Kainz 20’ Bargfrede 69’ | Marcatori | 28’ (rig.) Petersen 86’ Ravet |

| Arbitro: | Fritz |

|                                             |           |                               |
| Brandt 31’, 55’ Bellarabi 111’ Havertz 118’ | Marcatori | 4’ (rig.) Kruse 7’ Jóhannsson |

## Statistiche

### Statistiche di squadra
| Competizione      | Punti | In casa | In casa | In casa | In casa | In casa | In casa | In trasferta | In trasferta | In trasferta | In trasferta | In trasferta | In trasferta | Totale | Totale | Totale | Totale | Totale | Totale | DR |
| Competizione      | Punti | G       | V       | N       | P       | Gf      | Gs      | G            | V            | N            | P            | Gf           | Gs           | G      | V      | N      | P      | Gf     | Gs     | DR |
| ----------------- | ----- | ------- | ------- | ------- | ------- | ------- | ------- | ------------ | ------------ | ------------ | ------------ | ------------ | ------------ | ------ | ------ | ------ | ------ | ------ | ------ | -- |
| Bundesliga        | 42    | 17      | 6       | 7       | 4       | 20      | 17      | 17           | 4            | 5            | 8            | 17           | 23           | 34     | 10     | 12     | 12     | 37     | 40     | -3 |
| Coppa di Germania | -     | 2       | 2       | 0       | 0       | 4       | 2       | 2            | 1            | 0            | 1            | 5            | 4            | 4      | 3      | 0      | 1      | 9      | 6      | +3 |
| Totale            | -     | 19      | 8       | 7       | 4       | 24      | 19      | 19           | 5            | 5            | 9            | 22           | 27           | 38     | 13     | 12     | 13     | 46     | 46     | 0  |

### Andamento in campionato
| Giornata  | 1  | 2  | 3  | 4  | 5  | 6  | 7  | 8  | 9  | 10 | 11 | 12 | 13 | 14 | 15 | 16 | 17 | 18 | 19 | 20 | 21 | 22 | 23 | 24 | 25 | 26 | 27 | 28 | 29 | 30 | 31 | 32 | 33 | 34 |
| --------- | -- | -- | -- | -- | -- | -- | -- | -- | -- | -- | -- | -- | -- | -- | -- | -- | -- | -- | -- | -- | -- | -- | -- | -- | -- | -- | -- | -- | -- | -- | -- | -- | -- | -- |
| Luogo     | T  | C  | T  | C  | T  | C  | T  | C  | T  | C  | T  | C  | T  | C  | T  | T  | C  | C  | T  | C  | T  | C  | T  | C  | T  | C  | T  | C  | T  | C  | T  | C  | C  | T  |
| Risultato | P  | P  | N  | P  | N  | N  | N  | P  | N  | P  | P  | V  | P  | V  | V  | P  | N  | N  | P  | N  | V  | V  | P  | V  | N  | V  | V  | V  | P  | N  | P  | N  | N  | V  |
| Posizione | 11 | 18 | 16 | 17 | 17 | 17 | 17 | 17 | 17 | 17 | 17 | 16 | 17 | 17 | 17 | 17 | 16 | 16 | 16 | 16 | 15 | 15 | 15 | 14 | 14 | 13 | 12 | 12 | 12 | 12 | 12 | 12 | 12 | 11 |

Legenda:

Luogo: C = Casa; T = Trasferta. Risultato: V = Vittoria; N = Pareggio; P = Sconfitta.

### Statistiche dei giocatori
| Giocatore       | Bundesliga | Bundesliga | Bundesliga  | Bundesliga | Coppa di Germania | Coppa di Germania | Coppa di Germania | Coppa di Germania | Totale   | Totale | Totale      | Totale     |
| Giocatore       | Presenze   | Reti       | Ammonizioni | Espulsioni | Presenze          | Reti              | Ammonizioni       | Espulsioni        | Presenze | Reti   | Ammonizioni | Espulsioni |
| --------------- | ---------- | ---------- | ----------- | ---------- | ----------------- | ----------------- | ----------------- | ----------------- | -------- | ------ | ----------- | ---------- |
| J. Drobný       | -          | -          | -           | -          | -                 | -                 | -                 | -                 | -        | -      | -           | -          |
| J. Pavlenka     | 34         | 0          | 1           | 0          | 4                 | 0                 | 0                 | 0                 | 38       | 0      | 1           | 0          |
| L. Plogmann     | -          | -          | -           | -          | -                 | -                 | -                 | -                 | -        | -      | -           | -          |
| M. Zetterer     | 0          | 0          | 1           | 0          | -                 | -                 | -                 | -                 | 0        | 0      | 1           | 0          |
| L. Augustinsson | 29         | 1          | 3           | 0          | 4                 | 0                 | 1                 | 0                 | 33       | 1      | 4           | 0          |
| R. Bauer        | 16         | 0          | 4           | 0          | 3                 | 0                 | 0                 | 0                 | 19       | 0      | 4           | 0          |
| L. Caldirola    | 1          | 0          | 0           | 0          | -                 | -                 | -                 | -                 | 1        | 0      | 0           | 0          |
| M. Friedl       | 9          | 0          | 0           | 0          | -                 | -                 | -                 | -                 | 9        | 0      | 0           | 0          |
| T. Selassie     | 32         | 3          | 4           | 0          | 4                 | 0                 | 1                 | 0                 | 36       | 3      | 5           | 0          |
| T. Jacobsen     | -          | -          | -           | -          | -                 | -                 | -                 | -                 | -        | -      | -           | -          |
| S. Langkamp     | 9          | 0          | 2           | 0          | 1                 | 0                 | 0                 | 0                 | 10       | 0      | 2           | 0          |
| N. Moisander    | 25         | 2          | 6           | 0          | 3                 | 0                 | 1                 | 0                 | 28       | 2      | 7           | 0          |
| M. Veljković    | 30         | 1          | 2           | 0          | 4                 | 1                 | 0                 | 0                 | 34       | 2      | 2           | 0          |
| J. Verlaat      | -          | -          | -           | -          | -                 | -                 | -                 | -                 | -        | -      | -           | -          |
| P. Bargfrede    | 27         | 1          | 5           | 0          | 3                 | 1                 | 1                 | 0                 | 30       | 2      | 6           | 0          |
| F. Bartels      | 14         | 2          | 0           | 0          | -                 | -                 | -                 | -                 | 14       | 2      | 0           | 0          |
| T. Delaney      | 32         | 3          | 5           | 0          | 4                 | 0                 | 1                 | 0                 | 36       | 3      | 6           | 0          |
| M. Eggestein    | 33         | 2          | 3           | 0          | 4                 | 1                 | 1                 | 0                 | 37       | 3      | 4           | 0          |
| J. Gondorf      | 21         | 1          | 4           | 0          | 2                 | 0                 | 0                 | 0                 | 23       | 1      | 4           | 0          |
| Z. Junuzović    | 24         | 2          | 2           | 0          | 2                 | 0                 | 0                 | 0                 | 26       | 2      | 2           | 0          |
| F. Kainz        | 30         | 3          | 5           | 0          | 4                 | 1                 | 0                 | 0                 | 34       | 4      | 5           | 0          |
| O. Käuper       | 1          | 0          | 1           | 0          | -                 | -                 | -                 | -                 | 1        | 0      | 1           | 0          |
| N. Schmidt      | -          | -          | -           | -          | -                 | -                 | -                 | -                 | -        | -      | -           | -          |
| I. Belfodil     | 26         | 4          | 1           | 0          | 3                 | 2                 | 1                 | 0                 | 29       | 6      | 2           | 0          |
| J. Eggestein    | 7          | 0          | 0           | 0          | 1                 | 0                 | 0                 | 0                 | 8        | 0      | 0           | 0          |
| J. Eilers       | -          | -          | -           | -          | -                 | -                 | -                 | -                 | -        | -      | -           | -          |
| A. Jóhannsson   | 12         | 1          | 0           | 0          | 2                 | 1                 | 0                 | 0                 | 14       | 2      | 0           | 0          |
| M. Kruse        | 29         | 6          | 2           | 0          | 4                 | 2                 | 0                 | 0                 | 33       | 8      | 2           | 0          |
| O. Manneh       | -          | -          | -           | -          | -                 | -                 | -                 | -                 | -        | -      | -           | -          |
| M. Rashica      | 9          | 1          | 0           | 0          | 1                 | 0                 | 0                 | 0                 | 10       | 1      | 0           | 0          |
| Y. Zhang        | -          | -          | -           | -          | -                 | -                 | -                 | -                 | -        | -      | -           | -          |
| U. Garcia       | 1          | 0          | 0           | 0          | 2                 | 0                 | 0                 | 0                 | 3        | 0      | 0           | 0          |
| I. Hajrović     | 9          | 0          | 3           | 0          | -                 | -                 | -                 | -                 | 9        | 0      | 3           | 0          |
| L. Sané         | 11         | 1          | 1           | 0          | 1                 | 0                 | 0                 | 0                 | 12       | 1      | 1           | 0          |